# Pseudastrodapsis
Pseudastrodapsis is een geslacht van uitgestorven zee-egels uit de klasse van de Echinoidea (Zee-egels). Exemplaren van dit geslacht zijn slechts als fossiel bekend.